# Cloud Creek (krater)
Cloud Creek – krater uderzeniowy w stanie Wyoming w USA. Skały krateru nie są widoczne na powierzchni ziemi.
Krater ma 7 km średnicy, powstał około 190 mln lat temu (zapewne w jurze). Utworzył go upadek małej planetoidy, która uderzyła w skały osadowe. Krater jest pogrzebany pod osadami, został odkryty przy okazji poszukiwań złóż węglowodorów. Dzięki wierceniom odnaleziono świadectwa jego pochodzenia, takie jak planarne struktury deformacyjne w ziarnach kwarcu.